# Asen Vasilev
Asen Vaskov Vasilev (Jaskovo, 9 de septiembre de 1977) es un político, economista y empresario búlgaro, que ejerció como ministro de Finanzas en tres ocasiones. Anteriormente se desempeñó como vice primer ministro, Ministro de Finanzas y Ministro de Economía, Energía y Turismo. Es el colíder de Continuamos el Cambio, un movimiento político que fundó con Kiril Petkov.

## Biografía

### Infancia y educación
Nacido el 9 de septiembre de 1977 en Jaskovo, Bulgaria, obtuvo una licenciatura en economía de la Universidad de Harvard en 2000 y continuó sus estudios en Harvard Business School y Harvard Law School.

### Carrera profesional
Vasilev es cofundador y presidente de Everbeard, una empresa de precios de billetes de avión. Está financiado en parte por el Fondo Nacional de Investigación de Singapur y el primer inversor de Skype.
Vasilev fue cofundador y director del Centro de Estrategia Económica y Competitividad. Es profesor en el Programa para el Crecimiento y el Desarrollo Económico, una rama de la Universidad de Sofía y con el Centro de Estrategia y Competitividad de la Escuela de Negocios de Harvard.
De 1999 a 2004, trabajó como consultor para Monitor Group en Estados Unidos, Canadá, Europa y Sudáfrica. Dirigió proyectos de marketing y desarrollo estratégico para grandes empresas internacionales en los campos de las telecomunicaciones, la energía, la minería, los seguros y varios de los principales fabricantes de bienes de consumo.

### Carrera política
En 2013, fue nombrado Ministro de Economía, Energía y Turismo en el gobierno interino de Marin Raykov. Del 12 de mayo al 16 de septiembre de 2021, fue Ministro de Finanzas en el gobierno interino de Stefan Yanev.
El 19 de septiembre de 2021, junto con Kiril Petkov, Vasilev presentó su nuevo proyecto político "Continuamos el Cambio". Fue el líder de la lista del partido en Jaskovo y Sofia para las elecciones legislativas de Bulgaria de 2021. El partido obtuvo la mayor cantidad de escaños en el nuevo parlamento y formó un gobierno de coalición el 13 de diciembre de 2021.
Vasilev se convirtió en vice primer ministro y ministro de finanzas en el breve gobierno de Kiril Petkov. El mandato del gobierno de Petkov terminó a fines de junio de 2022, y el 1 de julio el presidente Rumen Radev le pidió a Vasilev que formara un nuevo gobierno; sin embargo, no pudo obtener el apoyo suficiente para formar gobierno.

## Otras actividades
- Banco Europeo para la Reconstrucción y el Desarrollo (BERD), miembro de oficio de la Junta de Gobernadores (desde 2021)[14]